# ルヴァン (ガール県)
ルヴァン （Revens）は、フランス、オクシタニー地域圏、ガール県のコミューン。

## 地理

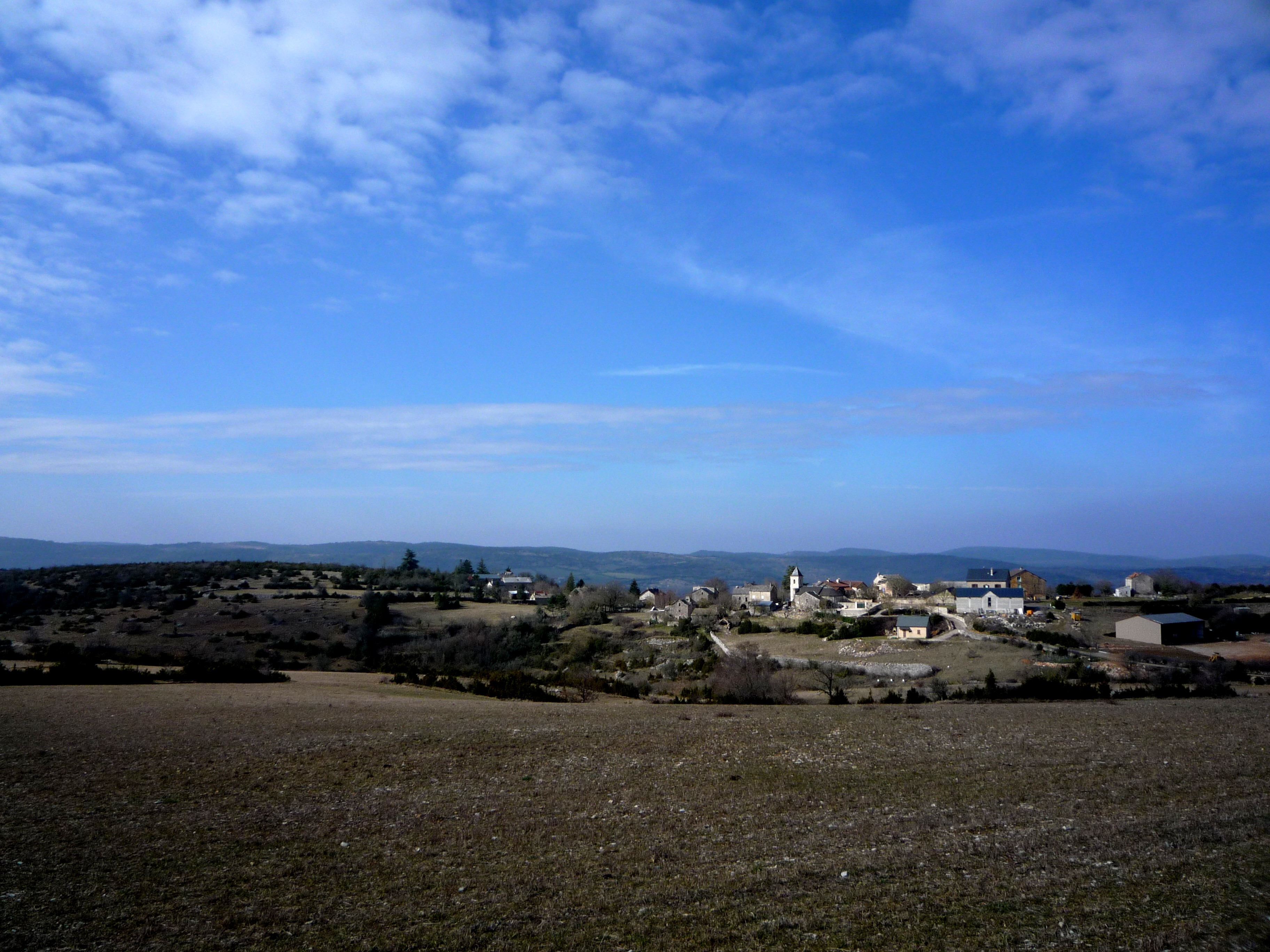
ルヴァンの遠景

ドゥルビー川峡谷の急な崖に落ちる前の、コース・ノワール山地（fr）の西端にある（エグアル山の西側）。ルヴァンはガール県最西端のコミューンで、グランド・コース山地（fr）で典型的な、厳しく荒々しい風景の中にある。

## 歴史
ルヴァンはル・ヴィガンおよびメリュエスのヴィガリー（fr、中世プロヴァンス、ラングドックの行政管轄区）の一部だった。そしてニーム司教座、メリュエスの大司祭の下にあった。この中世の村は、12世紀にRodensの名で登場した。その後地名は写本やその他公文書の中で展開する。不思議なことに、村の名前は1384年から15世紀中ごろまで姿を消している。

## 人口統計
2016年時点のコミューン人口は22人で、2011年時点の人口より21.43%減少した。
ルヴァンはガール県で2番目に人口が少ない。
| 1962年 | 1968年 | 1975年 | 1982年 | 1990年 | 1999年 | 2006年 | 2016年 |
| ------ | ------ | ------ | ------ | ------ | ------ | ------ | ------ |
| 39     | 36     | 27     | 17     | 30     | 24     | 28     | 22     |

参照元:1962年から1999年までは複数コミューンに住所登録をする者の重複分を除いたもの。それ以降は当該コミューンの人口統計によるもの。1999年までEHESS/Cassini、2006年以降INSEE